# أندي موريس (ملاكم)
أندي موريس (بالإنجليزية: Andy Morris) (10 مارس 1983 في المملكة المتحدة - ) هو ملاكم بريطاني، صنّف ضمن فئة وزن الريشة ‏.

## إحصائيات
خاض خلال مسيرته 23 نزالا، فاز في 19 ولم يتعادل وخسر في 4. فاز بالضربة القاضية في 7 نزالات.

## روابط خارجية
- أندي موريس على موقع بوكس ريك (الإنجليزية) (registration required)